# Jawaharlal Nehru Stadium (Delhi)
Il Jawaharlal Nehru Stadium (hindi: जवाहरलाल नेहरू स्टेडियम) è un palazzetto sportivo polifunzionale che ospita il calcio e altri eventi sportivi, così come eventi di intrattenimento di grandi dimensioni.
Prende il nome dal primo premier indiano. La struttura può ospitare 60.254 spettatori e fino a 100.000 per concerti . In termini di posti a sedere, è il quarto più grande stadio polifunzionale in India e il 51° più grande al mondo. Il complesso dello stadio ospita anche la sede del Sports Authority of India (SAI) , il Ministero della Gioventù e dello Sport, il Governo dell'India e il Comitato Olimpico Indiano (IOA).
Il Jawaharlal Nehru Stadium venne costruito per ospitare i IX Giochi asiatici del 1982, dopodiché vi hanno avuto luogo i Campionati asiatici di atletica leggera del 1989, i Giochi del Commonwealth 2010. In preparazione dei i Giochi del Commonwealth del 2010, lo stadio ha ridotto la sua capacità da 78.000 a 60.254 spettatori.

## Concerti
Lo stadio ha ospitato il concerto benefico indetto da Amnesty International il 30 settembre 1988 e chiamato Human Rights Now! il 30 settembre 1988.
Michael Jackson aveva programmato 2 concerti in questo stadio, nel dicembre 1993 per il suo Dangerous World Tour ed erano anche stati venduti alcuni biglietti. Sarebbe stata la prima volta che Jackson avrebbe fatto un concerto in India. Entrambi i concerti programmati per essere gli ultimi spettacoli del tour sono stati cancellati, oltre alle date per l'Indonesia e l'Australia a causa di problemi di salute del cantante.

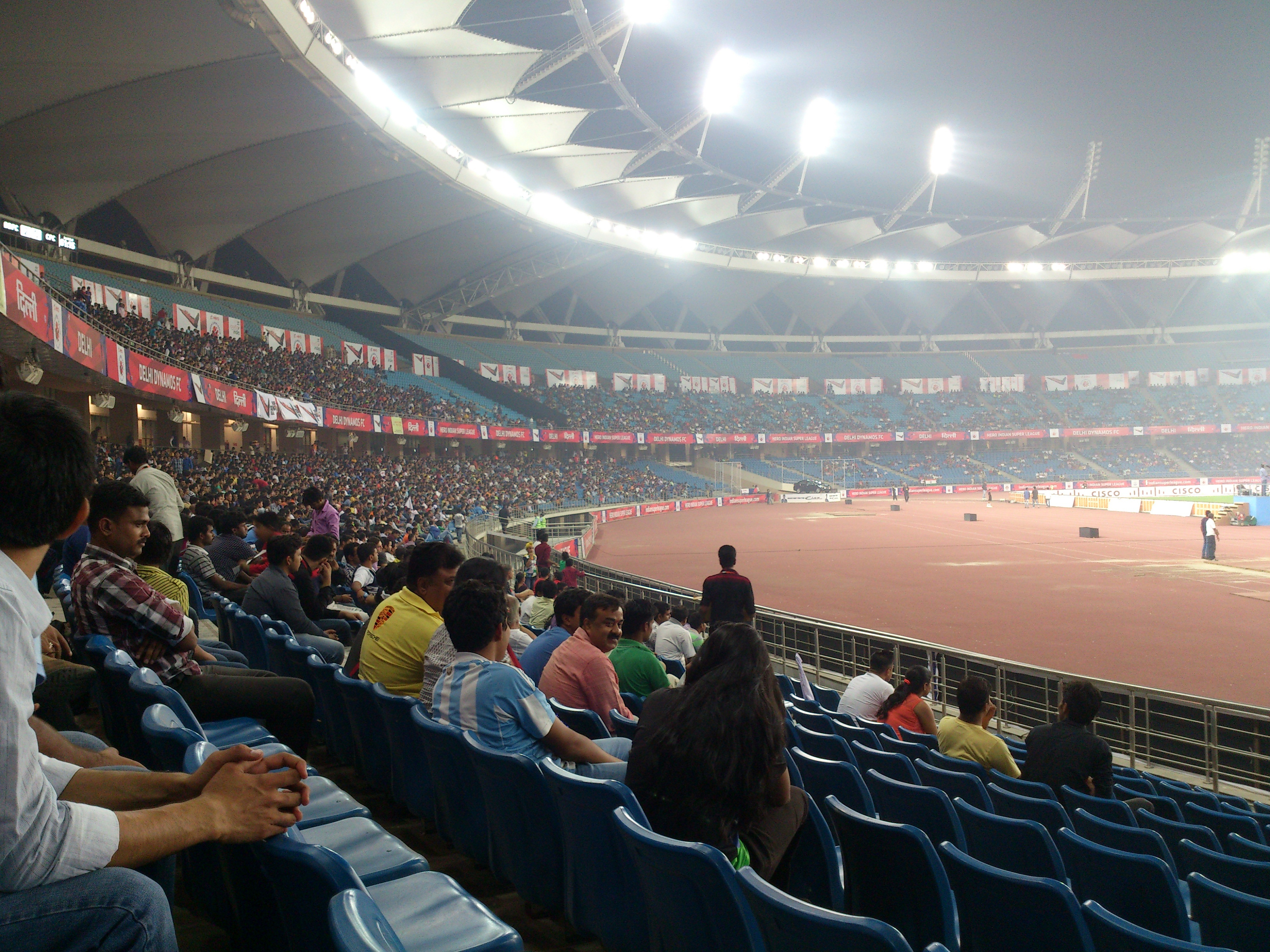

## Cricket
Lo stadio ha ospitato dei match One Day International nel 1984 contro l'Australia, mentre nel 1991 contro il Sudafrica. Il battitore Kepler Wessels ha giocato in entrambe le partite, ma per i diversi paesi, segnando 107 punri per l'Australia e 90 per il Sud Africa.

## Calcio
In questo stadio si sono svolti alcuni match del campionato nazionale di calcio ed è stata la sede principale della Coppa della federazione calcistica dell'Asia meridionale 2011.
Il 10 gennaio 2012, il governo indiano, in accordo con Audi, ha ospitato un match amichevole di calcio tra la Nazionale Indiana e il club tedesco del Bayern Monaco, match vinto dai tedeschi per 4-0 davanti a 30.000 spettatori. Questa è stata la partita di addio per Baichung Bhutia come capitano dell'India .
Dal 2014 viene utilizzato dalla squadra indiana Delhi Dynamos militante nella neonata Indian Super League.

## Giochi del Commonwealth 2010
Lo stadio è stata la sede principale per i Giochi del Commonwealth 2010. Ha ospitato le cerimonie di apertura e di chiusura, nonché gli eventi di atletica.
Lo stadio ha subito una massiccia riprogettazione e ricostruzione per il più grande evento multi-sport ospitato dall'India ed è stato aperto al pubblico il 27 luglio 2010.
Nel luglio 2010, si è tenuto il primo in assoluto Asian All Asian Athletics Championship . Oltre 1.500 studenti sono accorsi a vedere l'evento.
Durante la cerimonia di apertura sono stati usati per la sicurezza gli NSG, i CRPF e il personale di polizia di Delhi. I biglietti venivano controllati da una macchina verifica biglietto elettronico simile a quelli usati nella metropolitana di Delhi.
Erano presenti più di 350 telecamere a circuito chiuso.

## Riprogettazione
Allo stadio è stato dato un nuovo tetto, vengono migliorati i posti a sedere e altre strutture per soddisfare gli standard internazionali in quanto ospita gli eventi sportivi e le cerimonie di apertura e chiusura dei e dei Giochi del Commonwealth 2010.
- Il tetto di 53.800 m² rivestito di Teflon, progettata da Schlaich Bergermann & Partner, è stato costruito ad un costo di 3,08 mld di ₹[3]
- La Taiyo Membrane Corporation ha fornito e installato il vetro in tessuto in fibra PTFE.
- 8.500 ton. di acciaio sono stati utilizzati nella costruzione del tetto dello stadio e della sua struttura di supporto.
- Un nuovo sistema audio professionale Electro - Voice da parte della Bosch Communications[4]
- Sono stati aggiunti una nuova pista di 10 corsie, una pista sintetica warm-up , e un campo prato sintetico .
- Due nuove sedi sono state costruite accanto allo stadio per i Giochi: quattro prati verdi sintetici per le bocce e una palestra di 2.500 posti per l'evento di sollevamento pesi. È stata costruita anche una pista warm-up di 400 metri.
- Quasi 4.000 operai lavoravano in doppi turni per terminare lo stadio in tempo.
- È stato costruito un tunnel di 150 m per la cerimonie di apertura e di chiusura[5].
- La struttura di supporto per il nuovo tetto è simile a quello dell'Olympic Stadium di Londra.
- Il design è simile a quello del Foshan Stadium in Cina, costruita dagli stessi progettisti.
- In caso di emergenza, la costruzione permette di evacuare spettatori in 6 minuti.

## Sede della nazionale Indiana di calcio
La Nazionale Indiana di calcio gioca le sue partite casalinghe dopo che lo stadio è stato consegnato dal Ministero dello Sport all'AIFF.
La prima partita della nazionale nel nuovo stadio doveva essere giocata durante la qualificazione nel Campionato mondiale di calcio 2014, tuttavia , questa partita era stata poi spostata nell'Ambedkar Stadium.
Dal 2 all'11 dicembre 2011, s'è disputata la Coppa della federazione calcistica dell'Asia meridionale 2011, con l'India uscita vincitrice di questa competizione mentre dal 23 agosto al 2 settembre s'è svolta la Nehru Cup 2012.

## One Day International cricket
| Squadra A | Squadra B | Vincitrice | Margine      | Anno |
| --------- | --------- | ---------- | ------------ | ---- |
| India     | Australia | Australia  | By 48 runs   | 1984 |
| India     | Sudafrica | Sudafrica  | BY 8 wickets | 1994 |